# Klub Piłki Siatkowej Kobiet Stal Mielec 2010-2011
Questa voce raccoglie le informazioni riguardanti il Klub Piłki Siatkowej Kobiet Stal Mielec nelle competizioni ufficiali della stagione 2010-2011.

## Organigramma societario
Area direttiva
- Presidente: Marek Woszczyński

Area tecnica
- Allenatore: Adam Grabowski

## Rosa
| N° | Nome                 | Ruolo | Data di nascita   | Nazionalità sportiva |
| -- | -------------------- | ----- | ----------------- | -------------------- |
| 1  | Urszula Bejga        | C     | 11 gennaio 1989   | Polonia              |
| 2  | Paulina Pająk        | S     | 13 giugno 1992    | Polonia              |
| 3  | Sylwia Pycia         | C     | 20 aprile 1981    | Polonia              |
| 4  | Anita Kwiatkowska    | S     | 5 marzo 1985      | Polonia              |
| 5  | Magdalena Sadowska   | C     | 26 agosto 1979    | Polonia              |
| 6  | Dominika Koczorowska | S     | 2 maggio 1983     | Polonia              |
| 7  | Monika Malicka       | S     | 15 marzo 1993     | Polonia              |
| 8  | Dorota Wilk          | P     | 28 aprile 1988    | Polonia              |
| 9  | Ilona Gierak         | S     | 29 settembre 1988 | Polonia              |
| 10 | Dorota Ściurka       | S     | 7 gennaio 1981    | Polonia              |
| 11 | Agata Wilk           | S     | 16 marzo 1986     | Polonia              |
| 13 | Paulina Szpak        | P     | 11 ottobre 1991   | Polonia              |
| 15 | Polina Liutikova     | S/O   | 29 maggio 1989    | Ucraina              |
| 16 | Agata Durajczyk      | L     | 19 agosto 1989    | Polonia              |